# Ferrocarriles de Mallorca
La Compañía de los Ferrocarriles de Mallorca fue una empresa ferroviaria española, constructora y operadora de la red ferroviaria de la isla de Mallorca, a excepción de la línea Palma de Mallorca-Sóller perteneciente a la empresa Ferrocarril de Sóller. 
La compañía llegó a gestionar en su época de más auge hasta seis líneas de vía estrecha, que sumaban trescientos kilómetros de vías. En 1950 la sociedad entró en quiebra y la empresa pública EFE (posteriormente FEVE) se hizo cargo de la línea. Jurídicamente continuó existiendo hasta el 31 de diciembre de 1993, con el traspaso de las competencias ferroviarias del gobierno central al gobierno autonómico de las Islas Baleares.

## Historia

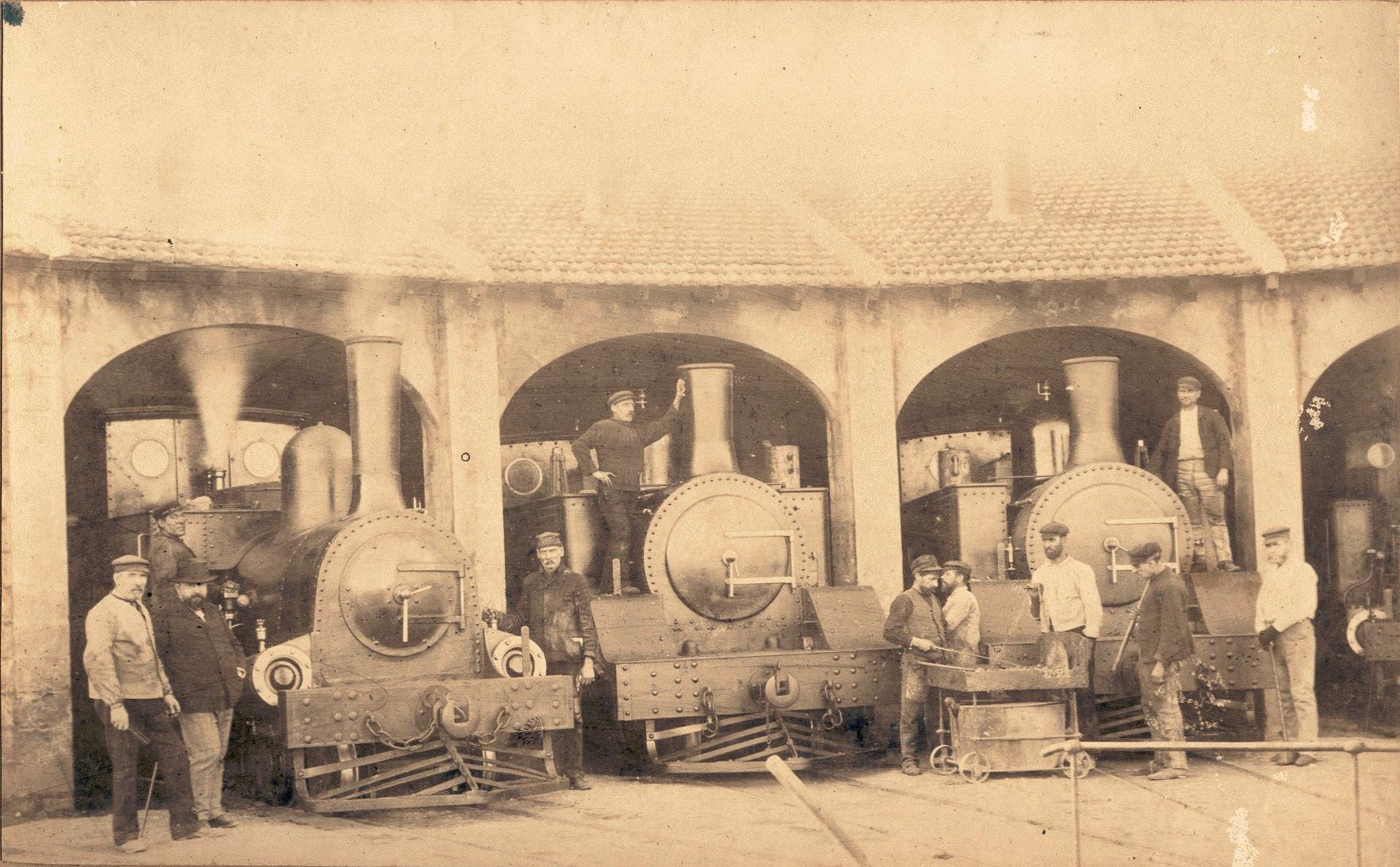
Locomotoras en la estación de Palma de Mallorca a principios del.

Ferrocarriles de Mallorca fue fundada en abril de 1876, tras la fusión de la Compañía del Ferrocarril de Mallorca (fundada en 1872, que creó la línea Palma de Mallorca-Inca, inaugurada en 1875) y la Compañía de los Ferrocarriles del Centro y Sudeste de Mallorca, que tenía planes de extender la red hasta las poblaciones de Manacor, Santañí y Felanich. Tras la fusión de ambas empresas, se amplió la línea existente hasta Manacor, con la apertura del tramo Inca-Manacor en 1879 y se creó un ramal hacia La Puebla, que partía de la estación de Bordils, donde se bifurcaba la línea principal. El beneficio que suponía la industria ferroviaria permitió a la red seguir creciendo con la inauguración de las líneas Santa María-Felanich (1897), Palma de Mallorca-Llucmajor (1916) y la posterior ampliación hasta Santañí (1917), Manacor-Artá (1921) y el túnel desde la estación de Palma de Mallorca hasta el puerto de la ciudad (1931).

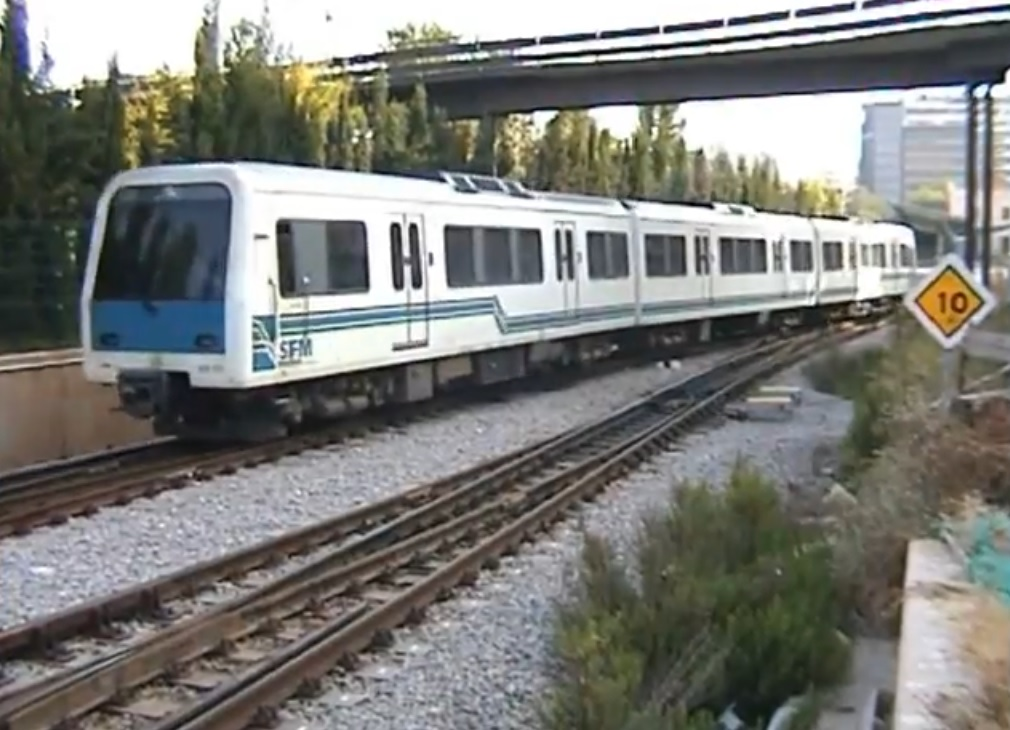
Tren con destino La Puebla saliendo de Palma en 2002. Entre 1995 y 1997, el parque móvil heredado de FEVE fue sustituido por las primeras unidades de la serie 61 de SFM.

El balance positivo se prolongó hasta entrados los años 1930, cuando la tendencia se invirtió. El progresivo proceso de motorización y el auge del transporte por carretera, sumado al incremento de actividades no agrícolas y al desarrollo turístico motivaron la decadencia ferroviaria. Influyó además la organización de la red, establecida en forma de árbol y con Palma como núcleo hegemónico, al ser su puerto el único conectado a las vías de los Ferrocarriles de Mallorca. En contraposición, el Ferrocarril de Sóller —que conectaba su puerto con la capital y estaba enfocado desde un principio al turismo— no experimentó el proceso de degradación que sí afectó a la Compañía de los Ferrocarriles de Mallorca. Hubo una ligera recuperación económica entre 1940 y 1942, pero después parte de los accionistas mayoritarios retiraron su capital, por lo que entró en quiebra a partir de 1950. La situación de la compañía, de capital mayormente privado, acogiéndose a lo establecido por la ley de ferrocarriles de 1868, dificultó las negociaciones para la adquisición de todas las acciones por parte del Estado, aunque el organismo público Explotación de Ferrocarriles por el Estado (EFE) intervino la compañía el 1 de agosto de 1951. Finalmente, en 1959 se procedió a la compra de la totalidad de activos de la empresa, quedando integrada completamente en el sector público. La situación económica de la compañía, sumado al desinterés del estado por el ferrocarril insular, hacen que se cierren varias líneas como la de Palma de Mallorca-Santañí (1964), la del puerto (1965) o la de Santa María-Felanich (1967). Ya como FEVE, en junio de 1977, y tras varios problemas técnicos, se clausura el tramo Bordils-Artá y en 1981, coincidiendo con las obras transformación del ancho de vía de los 914 mm iniciales al ancho métrico, se cierra el tramo Inca-La Puebla.

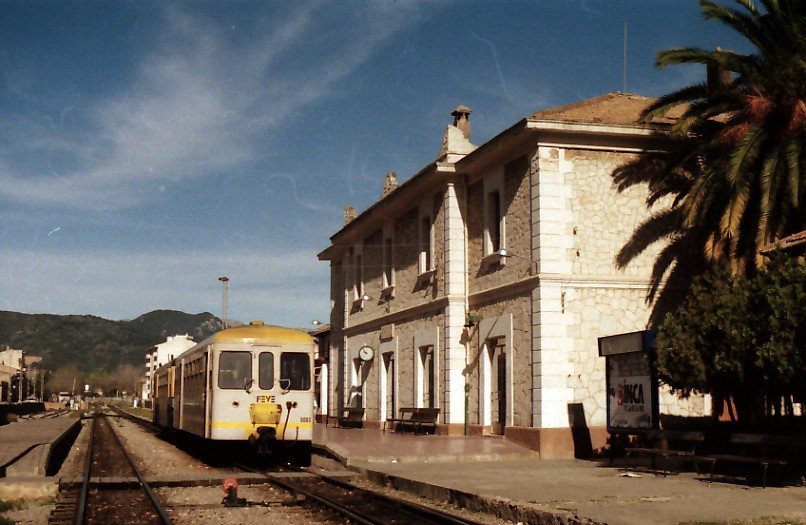
Estación de Inca en 1990. Cuatro años más tarde la Compañía de los Ferrocarriles de Mallorca sería definitivamente disuelta.

La sociedad siguió existiendo jurídicamente hasta que fueron transferidas las competencias en materia ferroviaria al Gobierno de las Islas Baleares. Con la creación el 1 de enero de 1994 de la empresa pública dependiente de la administración autonómica  Servicios Ferroviarios de Mallorca (SFM) fue definitivamente disuelta.

## Líneas
Línea de Manacor

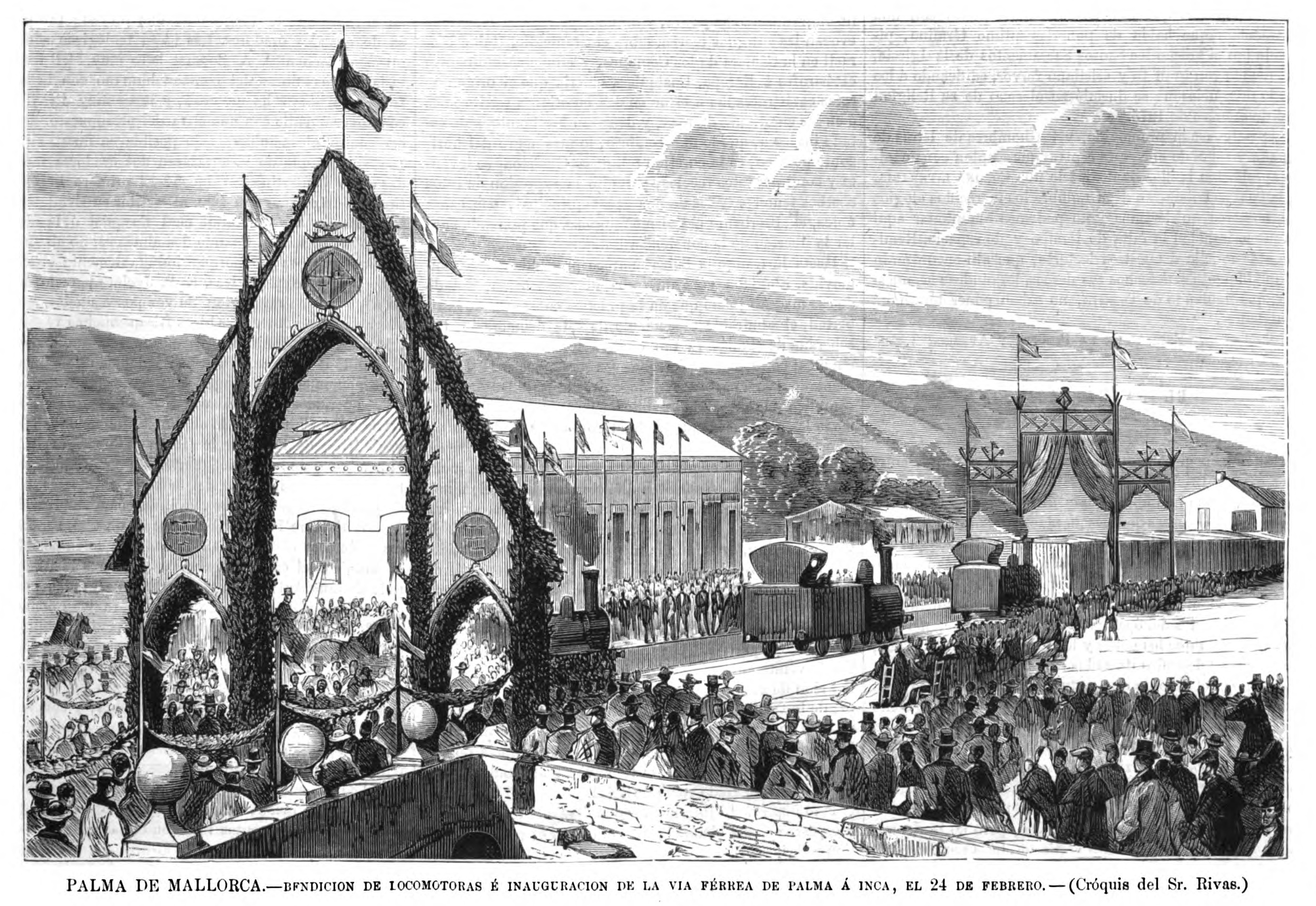
Inauguración de la línea Palma-Inca el 24 de febrero de 1875 (La Ilustración Española y Americana)

Se trata de la primera línea ferroviaria construida en la isla, fue inaugurada en 1875 entre la capital, Palma de Mallorca, y la principal población del centro insular, Inca. En 1876 fue publicado el estudio de viabilidad del tramo Inca-Sinéu-Manacor y tres años más tarde, en 1879, el tren llegaba a la capital del Levante Mallorquín. En 1921 se prolongó la vía hasta Artá, pasando por San Lorenzo del Cardezar y Son Servera.
En 1977, tras años de degradación de la red ferroviaria mallorquina con el cierre de las líneas de Santañí y Felanich, FEVE inicia un plan para renovar la estructura de la red, pero el tramo Inca-Artá resulta poco rentable, por lo que queda excluido del proceso de renovación y la línea es clausurada.
No sería hasta 1999 cuando el Gobierno de las Islas Baleares iniciaría un plan de recuperación del ferrocarril insular, reabriendo el servicio nuevamente en mayo de 2003. La reapertura supuso una mejora del tiempo de circulación y de las frecuencias, pasando de 5 trenes diarios en 1977 a 17 en el año 2012.
Ramal de La Puebla

En octubre de 1876, semanas después de haber finalizado los estudios previos del tramo Inca-Sinéu, se iniciaron los del ramal hacia La Puebla, que se completaron en el mes de diciembre. Ese mismo mes el Ayuntamiento de Muro solicitó a la Compañía de los Ferrocarriles de Mallorca que el trazado de la vía se acercara más a su población. Para ello sería necesario construir un viaducto sobre el torrente de Vinagrella, similar al ya existente en la línea de Manacor, que permitiría a la línea acercarse más a los núcleos urbanos pero que supondría la construcción de un segundo viaducto para regresar a La Puebla. La demanda ferroviaria no era lo suficientemente grande como para justificar esa inversión, por lo que se rechazó la propuesta. Este ahorro constructivo supuso después una desventaja, puesto que las estaciones de Llubí y Muro quedaron a 1700 y 2100 metros respectivamente de sus núcleos urbanos, lo que obligó a construir un enlace por carretera.

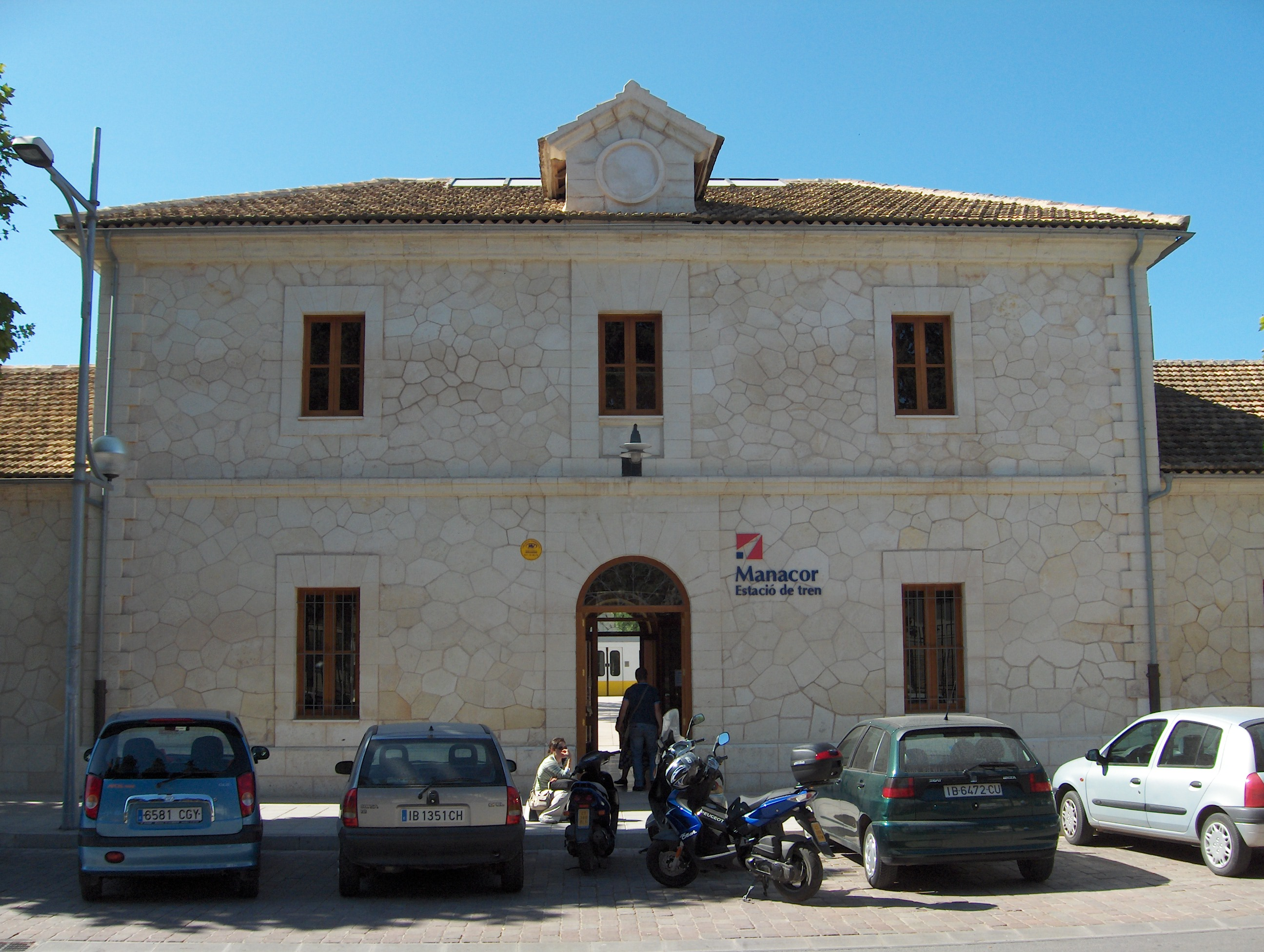
Estación de Manacor tras la reapertura de la línea en 2003.

El 17 de enero de 1887 se declaró obra de utilidad pública y en mayo comenzaron las obras. Estas tuvieron algunos retrasos por culpa de los problemas ocasionados por las expropiaciones y porque la compañía tuvo que completar directamente la explanación del último tramo, debido a la lentitud con la que el contratista ejecutaba las obras. La construcción se prolongó hasta finales del verano de 1878, quedando finalmente inaugurada el día 24 de octubre de ese mismo año.
Los trenes que tenían como destino La Puebla partían de Palma de Mallorca, y hacían todo el recorrido hasta la Estación de Empalme. Todos los convoyes de La Puebla se coordinaban con los de Manacor, que al llegar a Empalme dejaba los coches y vagones de La Puebla y proseguía hacía su destino. Estos eran remolcados por una máquina que hacía el servicio Empalme-La Puebla.
En 1980 FEVE inicia un plan para renovar la estructura de la red. El primer cambio introducido es el cambio del ancho de vía de yarda inglesa (914 mm) a ancho métrico (1000 mm). La renovación de la vía solo contemplaba el tramo Palma de Mallorca-Inca. El servicio fue reabierto en el año 2000. La reapertura supuso una mejora del tiempo de circulación y de las frecuencias, pasando de 4 trenes diarios en 1981 a 14 en el año 2003.
Túnel del Puerto
En 1931 fue inaugurado el túnel subterráneo que unía la estación de los Ferrocarriles de Mallorca, frente a la plaza de España, con el puerto de Palma de Mallorca. Proyectada por el ingeniero militar Luís García Ruiz, la obra contó con un presupuesto de 2 513 704 pesetas, y también implicó la construcción de una nueva estación de clasificación para el puerto en tierras ganadas al mar con el material de la excavación, origen de parte de la explanada del actual Parque del mar. Esta línea tenía una longitud de 2046 metros, de los cuales 1252 eran de túnel, y sustituía a una vía superficial provisional que prestaba servicio desde 1877, diseñada por Eusebi Estada. La función principal de esta línea era la del transporte de mercancías que llegaban a la ciudad en tren hasta el puerto para su exportación, por lo que nunca llegaron a circular por ella trenes en servicio de pasajeros. Fue clausurada en 1965.
En repetidas ocasiones se ha propuesto la rehabilitación del túnel, que discurre bajo el casco histórico de la ciudad, para el transporte de pasajeros. Sin embargo, la construcción de los aparcamientos subterráneos de la Plaza Mayor y del Mercado del Olivar cortó el túnel.
Ramal de Felanich

Había un gran interés, incluso antes de inaugurar la línea Palma-Inca, al comunicar por ferrocarril el más importante centro vinícola mallorquín con la capital. En un principio, se quería enlazar Felanich con Palma de Mallorca pasando por Llucmajor. Pero, después de muchos estudios y discusiones se optó por hacer nacer esta línea en Santa María para reducir gastos de construcción y de explotación al ser el trazado mucho más fácil. Las obras de la línea se dividieron en ocho secciones y los trabajos comenzaron el 1 de abril de 1896. En enero de 1897 ya estaban avanzados los trabajos de explanación. La instalación de las vías —contratadas a Altos Hornos de Vizcaya— se inició el 8 de marzo de 1897. En el mes de mayo la vía llegaba a Algaida, en junio a Porreras y a Felanich el 7 de agosto. La inauguración oficial fue el miércoles 6 de octubre de 1897.

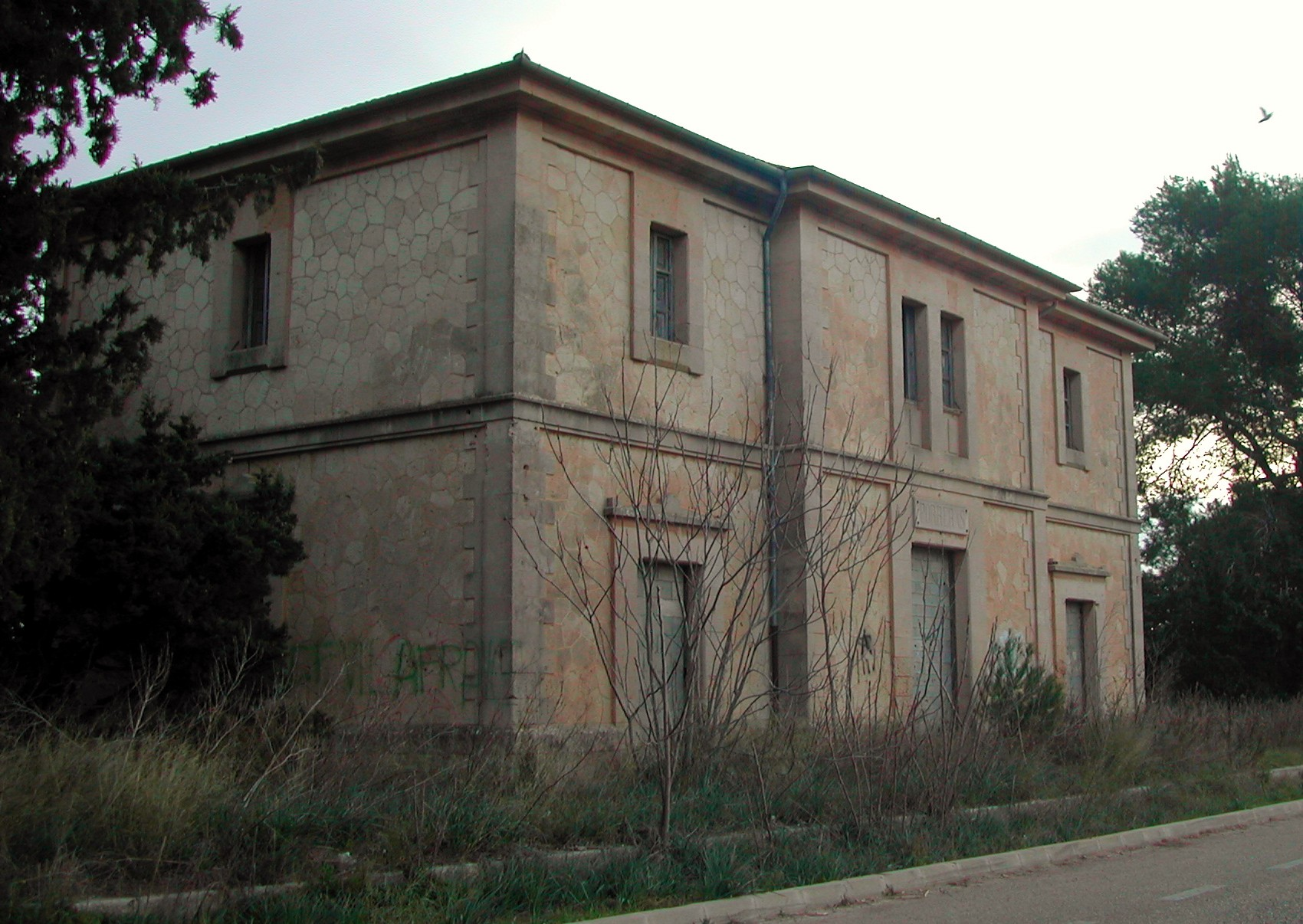
Estación de Porreras en 2007. Tras el cierre de líneas muchas estaciones fueron abandonadas.

Los convoyes que iban o venían de Felanich debían circular por un tramo de la línea principal. Por esta razón, en los primeros años de funcionamiento el servicio se organizó a base de convoyes coordinados. El tren de Manacor arrastraba los coches con destino a Felanich hasta Santa María, donde una locomotora les llevaba hasta su destino. Con el tiempo y sobre todo después de la construcción de la doble vía Palma-Inca los convoyes en Felanich salían directamente de Palma y para reducir el tiempo de viaje no hacían las paradas de la línea general.
A lo largo de los años la línea recibió algunas mejoras pero llegados los años 1960 la situación de la infraestructura era precaria debido a la total falta de inversiones por parte de FEVE. De hecho entre las estaciones de Porreras y Canteras aún se conservaba el carril original que por su tamaño representaba un peligro para la circulación de los trenes. De ahí que FEVE, debiendo elegir si renovaba la línea o la cerraba, se decantara por esta última opción. El último viaje de la línea tuvo lugar el 31 de diciembre de 1967, setenta años después de su inauguración.
Línea de Santañí

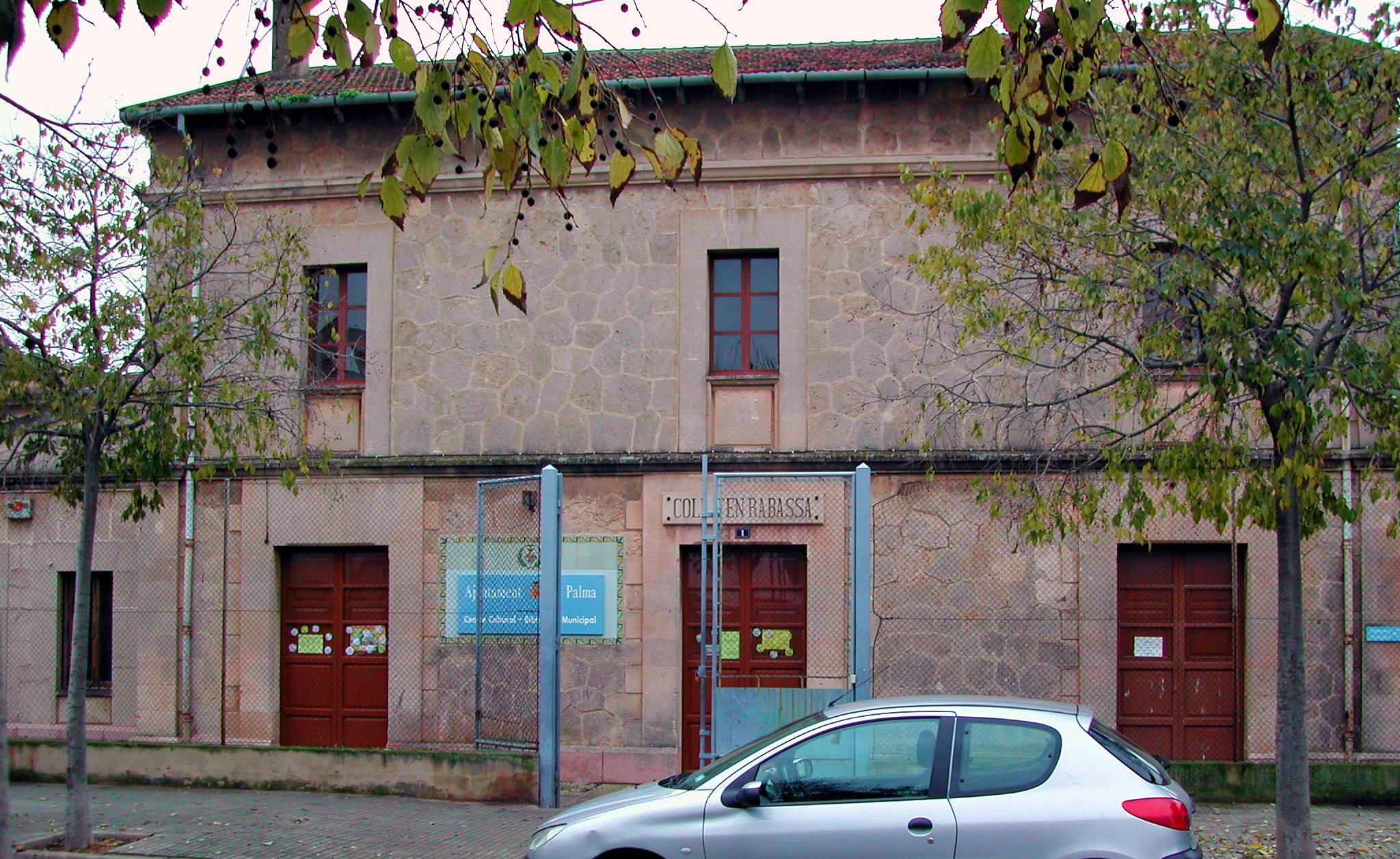
Tras el cierre de la línea Palma de Mallorca-Santañí, la estación del Coll de Rabasa fue reconvertida en biblioteca municipal.

Las obras comenzaron en 1913 con el replanteo de los 14 km desde el prado de Sant Jordi hasta la meseta de Llucmajor, sección que presentaba las mayores dificultades constructivas. Esta sección fue adjudicada a Matías Ariño Nuez. En 1914 se completó la subasta de las obras de explanación hasta Llucmajor y la construcción de los edificios de las primeras estaciones de la línea. Sin embargo, el comienzo de la Primera Guerra Mundial provocó un fuerte aumento de los precios, sobre todo de los raíles, que subieron en un año un 37%.
A pesar de los problemas internacionales, en mayo de 1915 las obras estaban suficientemente avanzadas y ya se había montado la vía hasta el Coll de Rabasa. Pero, a principios de junio, el contratista de las obras de la subida de Llucmajor suspendió los trabajos y se rescindió el contrato. Este hecho provocó una ralentización de los trabajos. De hecho la vía no haga la entrada en Llucmajor hasta el mes de agosto de 1916 y el servicio no se inauguró hasta el 6 de octubre del mismo año. En ese momento las obras hasta Santañí se encontraban bastante avanzadas pero las dificultades de la guerra hicieron que la entrega de raíces por parte de los Altos Hornos de Vizcaya se hiciera con muy lentamente. Así, el 28 de febrero de 1917 el tren llegó a Campos y finalmente el 21 de julio lo hizo a Santañí.
Inicialmente el servicio era prestado con máquinas de vapor, pero en 1956 llegaron los primeros automotores Ferrostahl a la línea. Esta notable mejora en el servicio causó un aumento en el número de viajeros. Además la línea iba a una de las incipientes zonas turísticas ya partir de los años 1960 comenzó a notar los efectos del boom turístico.
Sin embargo, el boom turístico también debía conllevar una ampliación del aeropuerto y, la línea pasaba por los terrenos donde se iba a construir la nueva pista. Esto sumado al proyecto de autopista (Ma-19) hasta el aeropuerto tuvo como consecuencia el cierre de la línea a través de una orden fulminante del Consejo de Ministros aduciendo, además del ya mencionado, razones de dudosa seriedad como el hecho de que la línea interfería con los equipos de aterrizaje instrumental. Así, el 4 de marzo de 1964 la línea hacía su último servicio y en menos de un año fue completamente desmantelada.
Línea de Artá

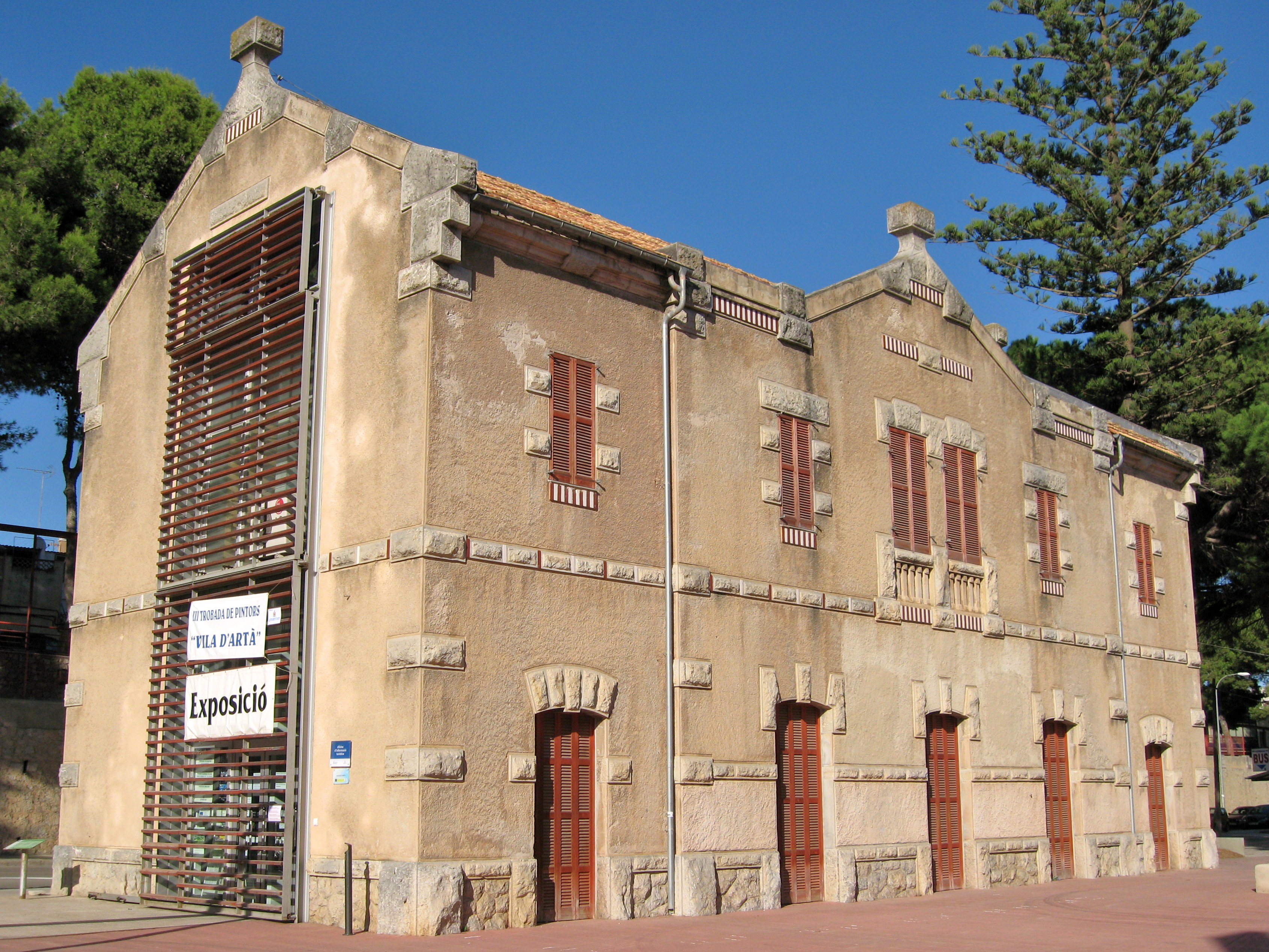
Estación de Artá rehabilitada. Las estaciones de la línea Manacor-Artá se caracterizan por su estilo arquitectónico modernista, que dista del resto de estaciones de la red insular.

La línea de Artá se inauguró en 1921 completando así la red ferroviaria mallorquina. La línea tenía una longitud de 30 km, a los que podemos añadir 1,870 km de vías secundarias. Sus resultados económicos fueron escasos, sin embargo fue una de las últimas líneas en cerrarse. El cierre tuvo lugar en 1977 y afectó también al tramo Son Bordils-Manacor a consecuencia de un accidente producido por la colisión entre un coche y un Ferrostal en un cruce de la vía con la carretera. Desde el gobierno se cerró la vía férrea ya que representaba un peligro y Ferrocarriles de Mallorca no disponían del material ni el dinero para afrontar las modificaciones correspondientes y optó por cerrar la línea.
En 2009 el gobierno de las Islas Baleares inició las obras para la reapertura de la línea, con cierta polémica debido al alto coste de la obra, 190 millones de euros (alrededor de 6'3 millones de euros por km de vía) en un momento donde la crisis económica se encontraba en un punto álgido en España, como también por ciertas decisiones en la adquisición de trenes para el trazado que no podían utilizarse en el resto de líneas de la isla. Tras producirse un cambio de gobierno en 2011 las obras fueron paralizadas tras comprobar la falta de liquidez para pagarlas y la inviabilidad económica del proyecto. Finalmente el gobierno de la comunidad decide en 2014 transformar la línea Manacor-Artá en una vía verde, que es como se encuentra actualmente.

El actual gobierno de la comunidad descarta retomar el proyecto del tren Manacor-Artá por el momento.

### Líneas proyectadas
Además de las líneas anteriormente mencionadas, durante los últimos años del siglo XIX y las primeras décadas del siglo XX se proyectaron varias líneas que, finalmente, por falta de liquidez o de interés no llegaron a construirse. Estas líneas son:
- Inca-La Puebla (por Pollensa y Alcudia)
- Palma de Mallorca-Felanich (por Llucmajor y Porreras)
- Felanich-Porto Colom
- Palma de Mallorca-Andrach
- Artá-Porto Cristo

## Parque móvil
| Tipo de tren                     | Velocidad media | Duración de un trayecto de 50 km |
| Automotor rápido                 | 45 km/h         | 63 minutos                       |
| Automotor                        | 36 km/h         | 78 minutos                       |
| Rápido                           | 36 km/h         | 78 minutos                       |
| Correo                           | 31 km/h         | 91 minutos                       |
| Mixto                            | 22 km/h         | 129 minutos                      |
| Mercancías                       | 17 km/h         | 161 minutos                      |
| Fuente : www.trensdemallorca.com |                 |                                  |